# Эверетт Росс
Эверетт Кеннет Росс (англ. Everett Kenneth Ross) — персонаж, появившийся в комиксах издательства Marvel Comics, в первую очередь союзник супергероя Чёрной пантеры. Эверетт Росс существует в основной общей вселенной Marvel, известной как Вселенная Marvel.
Мартин Фримен изобразил Росса в Кинематографической вселенной Marvel, начиная с фильма 2016 года «Первый мститель: Противостояние», и повторил свою роль в фильме «Чёрная пантера» в 2018 году.

## История публикации
Эверетт Росс дебютировал в Ka-Zar vol. 3, #17 и был создан Кристофером Пристом и Кенни Мартинесом. Впоследствии Росс стал главным персонажем в Black Panther vol. 3, #1-32, #34-35, #38-49, #57-58 и #62. Впоследствии Росс появился в выпусках #1-2, #4-6, #16, #19, #21-24, #26 и #37 комикса Black Panther. vol. 4, и выпуске #7 в Black Panther vol. 5. За пределами комиксов Black Panther Росс был гостем в The Uncanny X-Men vol. 1#387.
По словам создателя Кристофера Приста, личность Росса была основана на личности Чендлера Бинга, персонажа из телесериала Друзья, в то время как имя было вдохновлено персонажем Семейных уз Алексом Китоном .
После введения Росса в Ka-Zar Прист решил вернуть героя в Black Panther для использования в качестве суррогата, который «видел Пантеру таким, каким Пантера в конечном счете показан в Marvel: Just Some Guy, который обычно омрачался героями, в котором они были более инвестированы».
Прист далее уточняет: «Комиксы традиционно создаются белыми мужчинами для белых мужчин. Я решил и я верю, чтобы добиться успеха для Black Panther, ему нужен был белый человек в центре, и этот белый мужчина должен был дать голос предчувствиям или опасениям аудитории или предположениям об этом персонаже и этой книге. Росс должен был быть неправым расистом»; и я уточнил: «Я не думаю, что Росс вообще был расистом. Я просто думаю, что его поток сознательного повествования — это окно в то, что я думаю, что многие белые говорят или по крайней мере думают, когда вокруг нет чёрных, мифов о чёрной культуре и поведении. Я также вводил изменение парадигмы к тому, как нужно было изображать Пантеру, кто-то должен был озвучить ожидание скучного и бесцветного персонажа, который всегда получал удар ногами или был омрачен Тором и Железным человеком неожиданно выбивающего Мефисто одним ударом».

## Биография
Эверетт Росс был сотрудником Госдепартамента США, чья работа заключалась в сопровождении иностранных дипломатов на американской земле. Его мир изменился навсегда, когда он был назначен сопровождать Т’Чаллу, Чёрную пантеру и правителя Ваканды.
Эверетт и Т’Чалла столкнулись с многочисленными угрозами суверенитету Ваканды. Росс помогает ему во многих из этих угроз. В благодарность Пантера часто рискует для Росса взамен. Первой угрозой, с которой он и Росс сталкиваются, является «Икскон», союз агентов-изгоев, поддерживающих переворот во главе с преподобным Ачебе.
Будучи экспертом по Ваканде, Росс работал консультантом наряду с правительственными чиновниками и Агентства национальной безопасности. Он был участником встречи в Белом доме о Ваканде.
Впоследствии Росс выступает в качестве связующего звена Шури, младшей сестры Чёрной Пантеры, во время первого визита Шури в Соединенные Штаты. Когда их конвой атакуют убийцы, Шури спасает жизнь Россу.
Затем Всемирный Совет Безопасности выбирает Росса для судебного трибунала над директором Щ. И.Т.а Марией Хилл.

## Альтернативные версии
В альтернативном будущем, показаном в Black Panther в сюжетной линии The Once and Future King, пожилой Росс похищен группой злодеев, собранной Т’Чаррой, которая намерена использовать Росса в качестве приманки в своем плане убить и свергнуть Чёрную Пантеру. Росс спасен Чёрной пантерой, который, в свою очередь, был спасён, когда Чёрная Пантера страдает сердечным приступом, воскрешаясь героем во время крика: «Ваше величество — возвращайтесь, Т’Чалла, мы слишком много пережили!!»
Во время Восходящей бури! сюжетной арки серии X-Men Forever, версия Росса появляется на Земле-161. После того, как Шторм выходит из игры как убийца и союзник преступной организации, названной Консорциумом, она сбегает и получает убежище в Ваканде, вводя Росса в ужас. Росс впоследствии выступает от имени президента Соединенных Штатов в Организации Объединенных Наций (где он предупреждает других представителей об угрозе, связанной с захватом Ваканды мутантом Шторм), и на встрече с главами Геноши и Щ. И.Т.а.

## Вне комиксов

### Телевидение
Эверетт Росс появляется в мультсериале 2010 года Чёрная Пантера, где его озвучил Дэвид Буш.

### Фильмы
Мартин Фримен сыграл роль Эверетта Росса в фильме Кинематической Вселенной Marvel Первый мститель: Противостояние, где он является заместителем командующего Целевой группы Объединенного центра по борьбе с терроризмом и отчитывается перед государственным секретарем Таддеусом Россом. В течение этого времени он работал с фракцией Мстителей во главе с Энтони «Тони» Старком/Железным человеком и помогал в «гражданской войне» пытаться поймать Джеймса «Баки» Барнса/Зимнего солдата, который был запрограммирован для взрыва Венского международного центра.
- Фримен повторил свою роль в фильме «Чёрная пантера»[14] и его в сиквеле Чёрная пантера: Ваканда навеки.
- В начале первого эпизода сериала «Секретное вторжение» появился скрулл, превратившийся в Эверетта Росса.